# Амело де Шайю, Антуан-Жан
Антуан-Жан Амело де Шайю (фр. Antoine-Jean Amelot de Chaillou; 19 ноября 1732 —20 апреля 1795, Париж) — французский политик, государственный деятель, Государственный секретарь королевского двора Франции (1776—1783).

## Биография
Аристократ. Сын Жана-Жака Амело де Шайю и Марии Анны де Вонь.
Политик. На протяжении всей своей политической карьеры занимал ряд ответственных должностей. В 1753 году — Рекетмейстер королевского совета, президент Большого совета при короле (Grand Conseil) и интендант Бургундии в 1764 году.
Затем в 1774 году был назначен Генеральным контролёром финансов Франции.
С 12 мая 1776 года по 18 ноября 1783 года — Государственный секретарь королевского двора Франции.
В апреле 1777 года стал членом Королевской академии наук Франции, вице-президент Академии — с 1778 года, президент Академии — с 1779 году, в 1785 году избран почётным членом Королевской академии наук Франции. Почётный член Академии надписей и изящной словесности (с 1777).
Во время Великой французской революции Антуан-Жан Амело де Шайю в 1792 году был арестован, как и многие дворяне, и умер в тюрьме Люксембургского дворца в 1795 году.
Его сын, Антуан Леон, интендант Бургундии с 1783 по 1790 год, пережил французскую революцию. Внук — дипломат Леон Эдуар Амело де Шайю.